# Bradypodion melanocephalum
Bradypodion melanocephalum (чорноголовий карликовий хамелеон) — вид ігуаноподібних ящірок родини хамелеонових (Chamaeleonidae). Ендемік Південно-Африканської Республіки.

## Поширення і екологія
Чорноголові карликові хамелеони мешкають в прибережних районах провінції Квазулу-Наталь і Східнокапської провінції, від Дурбана до заповідника Умтамвуна. Вони живуть в прибережних лісах і саванах та в садах, не далі, ніж за 100 км від узбережжя.

## Збереження
МСОП класифікує стан збереження цього виду як близький до загрозливого. Bradypodion melanocephalum загрожує знищення природного середовища та зміни клімату.